# Артезіанська свердловина

Схема артезіанського басейну:
1. Водоносний шар
2. Водонепроникний шар
3. Ділянка надходження води
4. Артезіанська свердловина
5. Рівень гідростатичної рівноваги
6. Субартезіанська свердловина
7. Артезіанське джерело

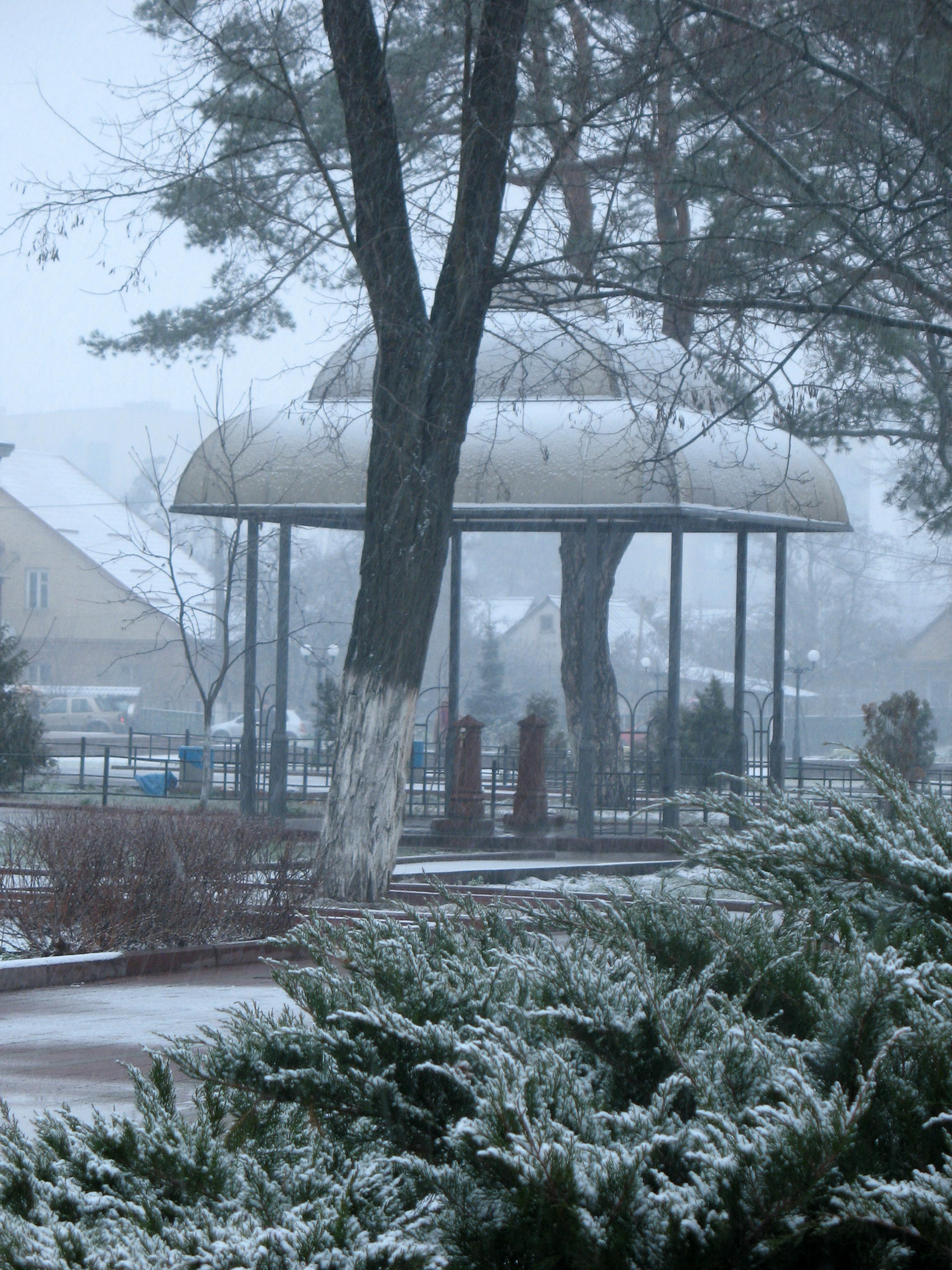
Артезіанська свердловина на вулиці Шевченка, м. Ірпінь (Київська область)

Артезіа́нська свердловина, артезіанський колодязь, артезіа́н — бурова свердловина, яку пробурено для експлуатації артезіанських вод. В артезіанській свердловині вода піднімається від водоносного горизонту під природним тиском. Якщо рівень гідростатичної рівноваги перебуває нижче верхнього отвору свердловини, то вода не сягає поверхні й таку свердловину називають субартезіанською.
Артезіанські свердловини отримали назву від Артуа (лат. Artesium) — історичної області у Франції, де вперше спостерігався цей феномен.

## З історії
Першою в світі артезіанською свердловиною вважають свердловину Йосипа — створену близько 3500 років тому на околиці Каїра.

## Загальний опис
Таку свердловину можна пробурити в водоносний шар, оточений водонепроникними шарами згори і знизу. Якщо покрівля водоносного шару (горішня зона насичення водою) в цьому водоносному обрії перебуває над рівнем основи свердловини, гідростатичний тиск змусить воду підніматися до поверхні.
Артезіанська свердловина устаткована для забирання артезіанських вод. Кожна артезіанська свердловина в зоні водоносного горизонту має водоприймальну частину, яка в пухких породах обладнується сітчастим фільтром, трубчасту водопровідну частину та оголовок на поверхні, через який вода надходить для практичного використання (див. малюнок). На теренах України за часів СРСР артезіанські свердловини використовували як один із засобів водопостачання міст, промислових підприємств, колгоспів та радгоспів. Особливо вони поширені в південних степових районах України.
Артезіанські водоносні горизонти залягають між двома водотривкими шарами і надійно захищені від поверхневого забруднення. На відміну від ґрунтових вод вони часто мають віддалену область живлення — за декілька кілометрів і навіть за десятки й сотні кілометрів. Під час вскриття свердловиною рівень артезіанської води завжди встановлюється значно вище водотривкої покрівлі водоносного горизонту, а іноді артезіанська вода сама виливається зі свердловини (фонтанує). На тих ділянках, де артезіанські води одержують живлення, вони набувають характер або ґрунтових вод з вільною поверхнею, або міжпластових ґрунтових вод. Підземні води всіх перерахованих видів можуть циркулювати в порожнинах пухких зернистих або в тріщинах скельних порід. В останньому випадку підземні води, пов'язані з будь-яким із перерахованих видів, отримують додаткову назву тріщинних.

## Артезіанське фонтанування свердловини
Це явище підіймання рідини у свердловині з вибою на поверхню за рахунок природної пластової енергії гідростатичного напору пласта. При цьому у свердловині рухається негазована рідина (без вільного газу), а тиск на викиді свердловини р2 більший або дорівнює тиску насичення нафти газом рн.